# Il demonio (singolo)
Il demonio è un singolo del gruppo musicale italiano Management, pubblicato il 4 novembre 2022 da Garrincha Dischi.
Il brano vede la partecipazione dei cantautori Nicolò Carnesi e Cimini.

## Descrizione
Il brano, scritto a quattro mani da Luca Romagnoli e Marco Di Nardo insieme a Nicolò Carnesi e Cimini, è stato registrato presso il Donkey Studio di Medicina con la collaborazione di  Nicola "Hyppo" Roda. Per descrivere l'ispirazione che ha motivato i quattro autori, Romagnoli ha dichiarato: «Eravamo quattro amici al bar, che non volevano cambiare il mondo, ma semplicemente renderlo un posto dove si possa respirare un po'».
Secondo il gruppo, le liriche della canzone derivano dal tentativo di esorcizzare i propri demoni interiori: «Tutti abbiamo dentro un demone che gioca con o contro di noi, dipende dal rapporto che riusciamo a creare con lui. Il nostro demone è responsabile di tutte le nostre emozioni e della nostra felicità». La fotografia del singolo, realizzata da Bennet Pimpinella, è caratterizzata da una continuità tematica con Ansia capitale (2022), sesto album in studio del gruppo.
Il demonio è stato presentato in anteprima il 3 novembre 2022 presso il Locomotiv Club di Bologna.

## Tracce
Download digitale
1. Il demonio (feat. Nicolò Carnesi & Cimini) – 3:21